# Magatte Lô
Magatte Lô, né à Pass (département de Linguère) en 1925 et décédé le 9 novembre 1999, est un homme politique sénégalais, ancien député, plusieurs fois ministre entre 1962 et 1968, notamment des Forces armées, sous la présidence de Léopold Sédar Senghor. Il fut également Président du Conseil économique et social pendant de longues années et maire de Linguère.
Magatte Lô a fait partie des chefs historiques de l'Union progressiste sénégalaise (UPS), qui allait donner naissance au Parti socialiste (PS) en 1976.
Ses mémoires constituent un précieux témoignage sur la manière dont l'État fit face aux crises de 1962 et 1968.

## Biographie
Dans les années 1940 il occupe plusieurs postes dans l'administration coloniale, il est notamment contrôleur du travail. Il obtient son premier portefeuille ministériel en 1962.

## Postérité
Inauguré en 2007, le Centre de santé de Linguère porte son nom.

## Publications
- L'Heure du choix, L'Harmattan, 1986
- Sénégal : syndicalisme et participation responsable, L'Harmattan, 1987
- Sénégal, le temps du souvenir, L'Harmattan, 1991